# 穆西
穆西（法語：Moussy，法語發音：[musi] ⓘ）是法国马恩省的一个市镇，位于该省西部，属于埃佩尔奈区。

## 地理
穆西（49°0'53"N, 3°55'19"E）面积2.81 平方千米，位于法国大東部大區马恩省，该省份为法国东北部内陆省份，北起阿登省，西北接埃纳省，西南接塞纳-马恩省，南至奥布省，东南接上马恩省，东临默兹省。
与穆西接壤的市镇（或旧市镇、城区）包括：埃佩尔奈、沙沃-库尔库尔、蒙特隆、皮耶里、维奈。

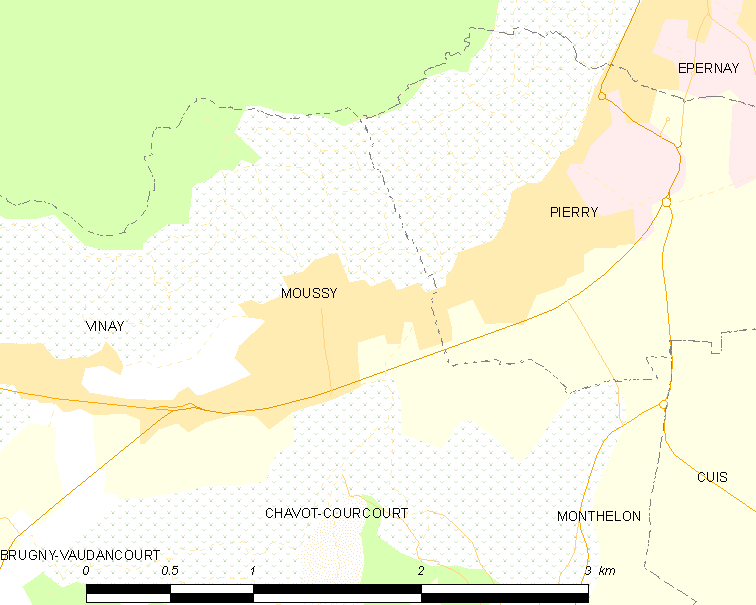
穆西的OSM定位图

穆西的时区为UTC+01:00、UTC+02:00（夏令时）。

## 行政
穆西的邮政编码为51530，INSEE市镇编码为51390。

## 政治
穆西所属的省级选区为埃佩尔奈第二县。

## 人口

1962-2008年间穆西人口变化图示

穆西于2022年1月1日时的人口数量为744人。